# Vlasta Nussdorfer
Vlasta Nussdorfer, slovenska pravnica, * 7. oktober 1954, Bate
Je nekdanja varuhinja človekovih pravic Republike Slovenije.

## Poklicna kariera
1. februarja 2013 je bila z 82 glasovi izvoljena za varuhinjo človekovih pravic Republike Slovenije, mandat pa je nastopila 23. februarja 2013. Kot četrta varuhinja človekovih pravic je nasledila Zdenko Čebašek Travnik.
V okviru spletnega portala IUS–INFO je bila v letih 2006–2012 izbrana med deset najvplivnejših pravnikov v Sloveniji. V evropskem letu prostovoljstva je bila ambasadorka prostovoljstva v Republiki Sloveniji, v letu 2012 pa tudi ambasadorka aktivnega staranja in medgeneracijske solidarnosti.

## Dobrodelnost
V okviru Društva državnih tožilcev je leta 2003 dala pobudo za ustanovitev Belega obroča Slovenije, društva za pomoč žrtvam kaznivih dejanj, ki mu je predsedovala do nastopa funkcije varuhinje. Ustanovila je dva sklada, in sicer Plamen dobrote in Hipokrat. Z zbranim denarjem je pomagala vsaj tisoč družinam, v vseh letih delovanja Belega obroča Slovenije pa z različnimi vrstami pomoči več tisoč družinam.
Poleg službenih obveznosti mesečno opravi vsaj 150 ur brezplačnega dela namenjenega ranljivim skupinam.

## Pisanje
V zadnjih devetih letih je napisala devet knjig, katerih izkupiček je šel v dobrodelne namene. Od leta 2007 je kolumnistka na pravniškem spletnem portalu IUS–INFO, občasno o pravni tematiki piše tudi za Pravno prakso.

## Karierni mejniki
- 1977: Diplomirala je na Pravni fakulteti v Ljubljani.
- 1980: Opravila je pravosodni izpit.
- 1978: Kot pripravnica se je zaposlila na Okrožnem državnem tožilstvu v Ljubljani.
- 1980–1994: Bila je namestnica temeljnega javnega tožilca na Temeljnem javnem tožilstvu v Ljubljani.
- 1995–2003: Bila je okrožna državna tožilka na Okrožnem državnem tožilstvu v Ljubljani.
- 2003–2005: Kot višja državna tožilka je opravljala delo vodje Oddelka za mladoletniško, družinsko in spolno kriminaliteto na Okrožnem državnem tožilstvu v Ljubljani.
- 2005–2012: Bila je višja državna tožilka na Vrhovnem državnem tožilstvu Republike Slovenije.
- 2012–2013: Bila je vrhovna državna tožilka na Oddelku za izobraževanje in strokovni nadzor in na Kazenskem oddelku Vrhovnega državnega tožilstva Republike Slovenije.
- 2013: 1. februarja so jo poslanci z 82 glasovi za in štirimi proti izvolil za varuhinjo človekovih pravic.
- 2013: 23. februarja je nastopila šestletni mandat kot varuhinja človekovih pravic.